# 普里莫尔斯克 (加里宁格勒州)
普里莫尔斯克（羅馬化：Primorsk），1946年之前称菲施豪森（Фишхаузен），是俄罗斯加里宁格勒州波罗的斯克区的城市，位于加里宁格勒湾沿岸，东距州府加里宁格勒约30（19英里）。
建于1268年，2005年由城市改为镇，2008年恢复城市地位。该城2021年人口有1,921人；2010年人口1,956；2002年人口2,150；1989年人口1,792。